# I piloti di Spencer
I piloti di Spencer (Spencer's Pilots) è una serie televisiva statunitense, prodotta nel 1976 (non sono state prodotte nuove serie dopo quella del '76) e trasmessa sul canale televisivo CBS.
La regia è di Bob Sweeney, la produzione di Larry Rosen.
In Italia, poco dopo la sua trasmissione negli USA, è stata trasmessa da Rai Uno.
La serie ha avuto un certo successo anche nel resto d'Europa; in Germania è stata trasmessa nel 1977 dalla emittente ARD.

## Trama
Gli undici episodi narrano le avventure di alcuni piloti professionisti del volo.  I protagonisti sono due piloti che lavorano per Spencer Parish: Cass Garrett (vero nome Christopher Stone) e Stan Lewis (vero nome Todd Susman), mentre nelle vesti del personaggio di Spencer è l'attore Gene Evans.

## Episodi
| Stagione       | Episodi | Prima TV USA | Prima TV Italia |
| -------------- | ------- | ------------ | --------------- |
| Prima stagione | 11      | 1976         |                 |